# خربة كتايب
خربة كتايب أو كتايب هي إحدى القرى اللبنانية من قرى قضاء صيدا في محافظة الجنوب.